# Freyella kurilokamchatica
Freyella kurilokamchatica är en sjöstjärneart som beskrevs av Korovchinsky 1976. Freyella kurilokamchatica ingår i släktet Freyella och familjen Freyellidae. Inga underarter finns listade i Catalogue of Life.